# Вихрова доріжка Кармана

Вихрова доріжка Кармана

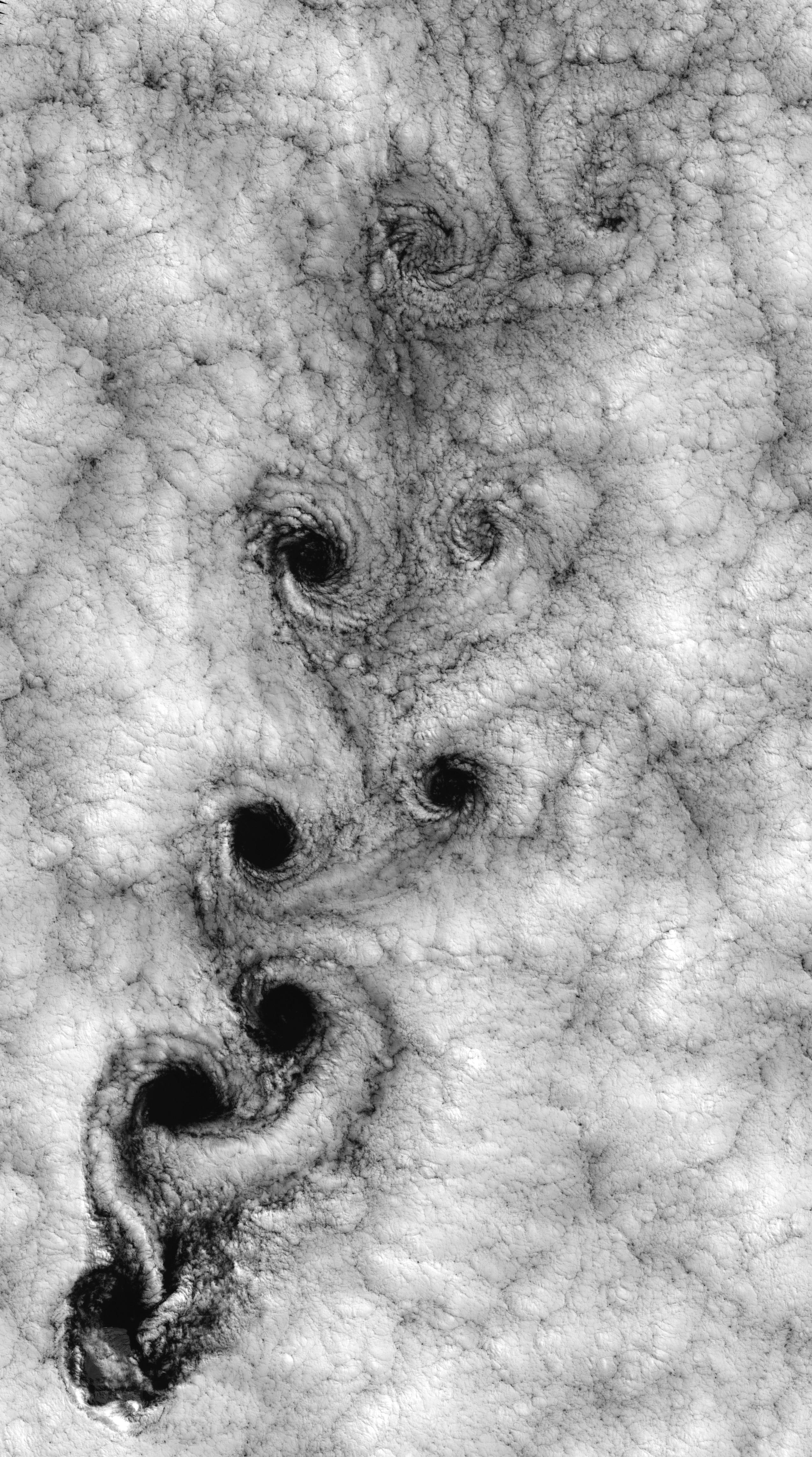
Гігантська вихрова доріжка у хмарах, що утворилась при обтіканні повітряним потоком острова Робінзона Крузо (вид із супутника)

Вихрова́ дорі́жка Ка́рмана (також, дорі́жка Ка́рмана або просто вихрова́ дорі́жка, англ. Kármán vortex street) — ланцюжки вихорів, що спостерігаються при обтіканні рідиною або газом протяжних циліндричних тіл (або інших лінійно витягнутих погано обтічних профілів) з поздовжньою віссю, перпендикулярною до напрямку руху суцільного середовища. Явище отримало назву на честь угорського та американського вченого Теодора Кармана який одним з перших його вивчав.
Відривання вихорів відбувається з двох боків тіла почергово; після зривання вихори утворюють два ланцюжки позаду тіла, напрям обертання вихорів в ланцюжках є взаємно протилежним.

## Історична довідка
Явище можна спостерігати лише при певних значеннях числа Рейнольдса (наприклад, для циліндрів діапазон Re охоплює значення від 47 до 105). Розміри доріжки залежать від розміру обтічного тіла, при цьому існує лінійна залежність між шириною доріжки й відстанню між сусідніми вихорами.
Як і при всякому турбулентному обтіканні, тіло зазнає лобового опору, величина якого зростає із збільшенням ширини доріжки.
Утворення за твердим тілом низки вихорів спостерігалось і до Т. Кармана. Відомі роботи А Маллока і А. Бенара. А. Маллок відзначав появу вихорів взаємно протилежного напрямку за пластиною у потоці повітря. А. Бенар займався вивченням структури вихрових потоків у в'язких рідинах. Перша робота Т. Кармана з цієї проблеми мала на меті пояснити механізм опору при русі твердих тіл, що пов'язаний з вихровим слідом. При цьому встановлена можливість існування подвійних рядів вихорів, однакових за модулем але протилежних за знаком інтенсивностей, що розташовуються у симетричному чи в асиметричному (шаховому) порядку. Т. Карман відзначав, що такого роду доріжки були відомі людству задовго до його народження, і вказував при цьому на зображення в одному з храмів Болоньї Св. Христофора, що переносить немовля Христа через водний потік. Навколо його ніг художник зобразив вихори, що чергуються.

## У техніці
Принцип роботи вихрових витратомірів ґрунтується на тому факті, що частота вихорів f у першому наближенні є пропорційною до швидкості потоку v і залежить від значення безрозмірнісного критерію Sr (число Струхала) та ширини тіла обтікання d:
{\displaystyle f={\frac {Sr\cdot v}{d}}.}
Вимірювання частоти хвиль, що викликаються зривом вихорів, дозволяє визначити швидкість потоку безконтактним способом.
Вихрові доріжки також є причиною коливання струн в еоловій арфі.
Однак, частіше великомасштабні зриви вихорів навколо елементів машин чи інженерних споруд є джерелом коливань та небезпеки руйнування конструкції. Наприклад, три з восьми градирень електростанції у Феррібріджі (англ. Ferrybridge power stations) зазнали руйнувань 1 листопада 1965 року через зрив вихорів, викликаний вітром, швидкість якого сягала 130 км/год.
Утворенням вихрової доріжки обумовлюється розгойдування висотних споруд — веж, хмарочосів, димових труб тощо. Особливо небезпечним є резонансне розгойдування, при якому частота утворення вихорів збігається або є близькою до власної частоти горизонтальних коливань споруди, що часто приводить до катастрофічних наслідків. Тому при проектуванні таких споруд використовують для вивчення умов появи вихорів використовують моделювання в умовах продування макетів в аеродинамічних трубах.

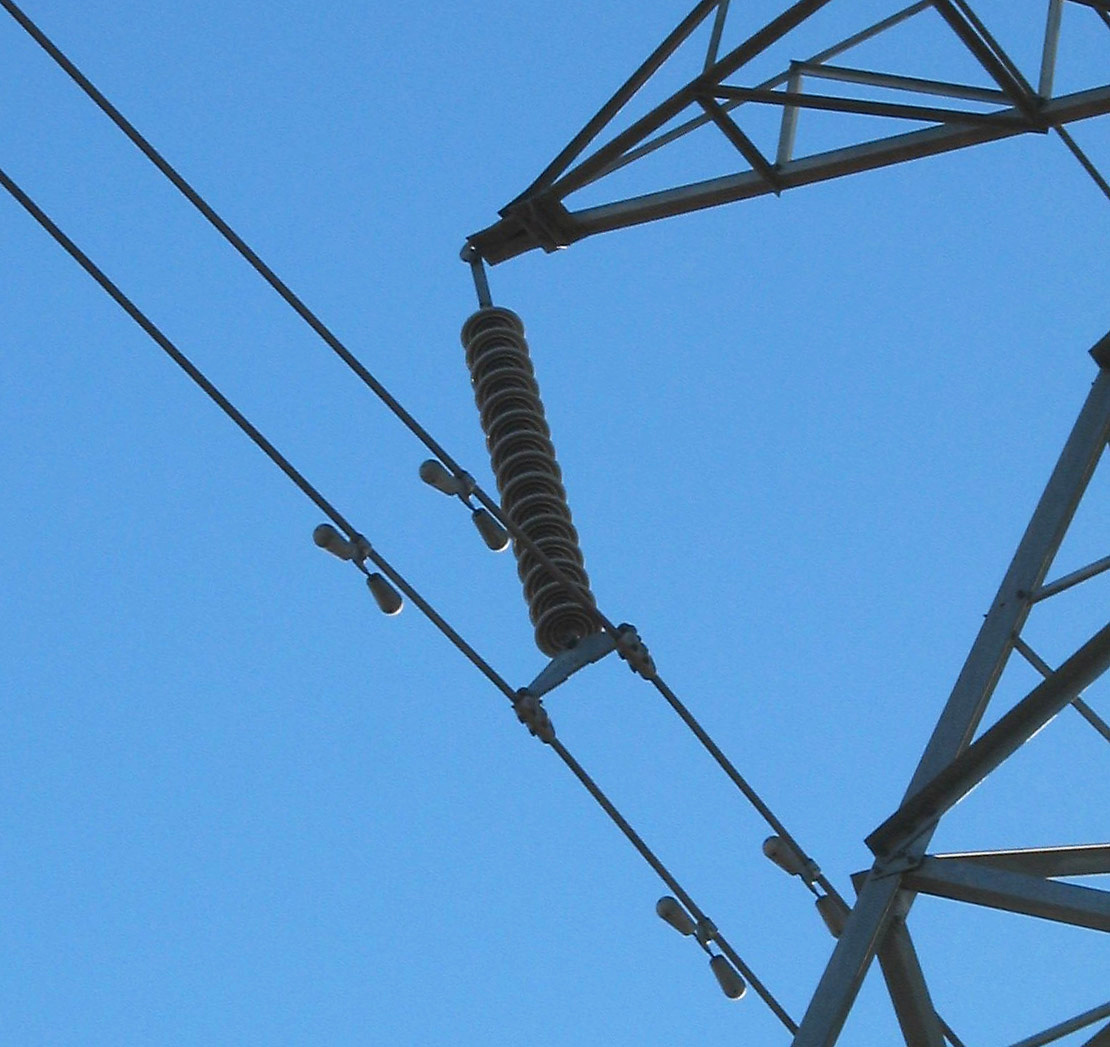
Гантелеподібні гасники вібрацій, закріплені на проводах ЛЕП біля ізоляторів

Це явище є причиною появи вібрацій перископів підводних човнів, радіощогл, проводів ліній електропередач (ЛЕП).
Для запобігання утворенню вихрової доріжки використовується декілька прийомів:
- До тіла обтікання кріпиться довга плоска пластина, що розташовується уздовж потоку з боку, протилежного до його набігання. Ця пластина запобігає взаємодії вихорів, що зриваються з обох боків циліндра, і тим самим послаблює доріжку. Цей прийом можна застосовувати лише у тих випадках, коли напрямок потоку є незмінним відносно тіла обтікання.

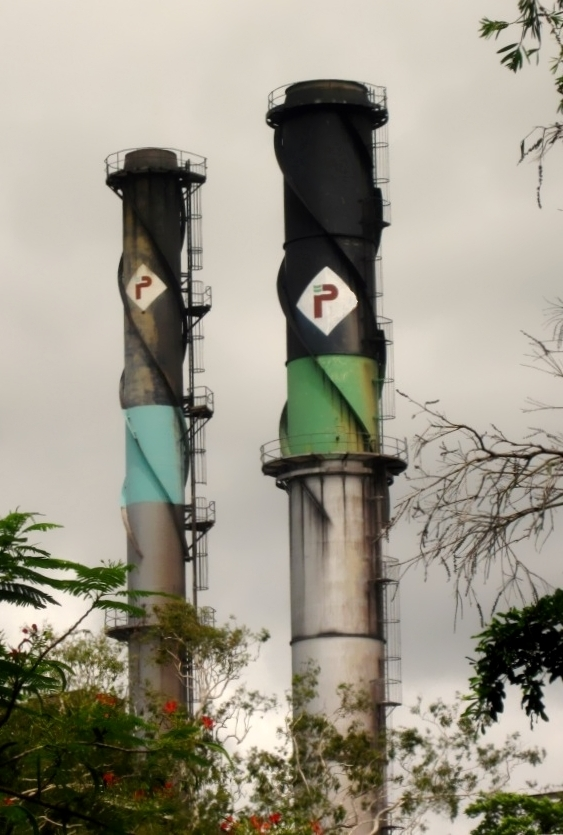
Інтерцептори на димових трубах

- На циліндричні башти додаються «інтерцептори» у вигляді гвинтового виступу. Такий елемент запобігає утворенню двовимірного потоку й почерговому зриванні вихорів[7]. Аналогічний прийом використовується і у конструкції автомобільних антен.
- Діаметр споруди варіюється за висотою, що приводить до різної частоти зривання вихорів на різних висотах і тим самим дозволяє уникнути зривання вихорів по усій висоті споруди.
- У тих випадках, коли неможливо пригасити утворення вихрової доріжки зміною аеродинамічної форми, наприклад, при обтіканні вітром проводів ліній електропередач, коливання і вібрації проводів, що можуть призвести до обривів проводів у місцях їх кріплення до ізоляторів, гасять спеціальними поглиначами вібрацій.